# 劉應賓
劉應賓（？—1660年），字元禎，號思皇，山東青州府沂水縣人，明末清初政治人物，万历朝進士。

## 生平
明萬曆四十年（1612年）壬子科舉人，四十一年（1613年），登癸丑科三甲第一百九十名进士進士，吏部觀政，四十二年授赞皇知县，四十四年調知南宫县，四十八年補禮部儀制司主事，五年調吏部稽勋司主事，歷验封司、考功司，六年升文选司员外郎，累迁吏部文选司郎中，以逆璫引疾歸。福王时，任通政使。清军渡江后归顺。清順治二年（1645年），任安廬池太巡撫。后来刘应宾次子刘珙（曾任浙江安吉州知州）起兵反叛清廷，于顺治十三年被洪承畴镇压，刘应宾因此被弹劾“衰颓不职”，革职归籍。不久去世。

## 著作
著有《平山堂集》。

## 家族
曾祖劉堂。祖父劉志仁。父劉勵，訓導。
长子劉瑋，字荆公，號龍麓，父應賓爲吏部郎，有暮夜来贿者，瑋峻拒不纳。崇禎十三年山左大祲，出粟千石赈济。清初由岁貢廷試高等，例授推官，弗就。甲午登賢書，甲辰成進士，越三年，未仕卒。著有《龍麓诗稿》。
季子劉玠，以廪貢入成均。性孝友，仲兄劉珙早卒，撫其子女如己出。以子劉侃貴，累赠中大夫、福建盐运司。著有《家训》、《日省録》。
孫劉魯洙，玠子，康熙四十一年壬午舉孝廉，魯洙子劉紹武，乾隆十九年甲戌進士。劉魯泗，康熙五十三年甲午舉人。